# 蘋果派

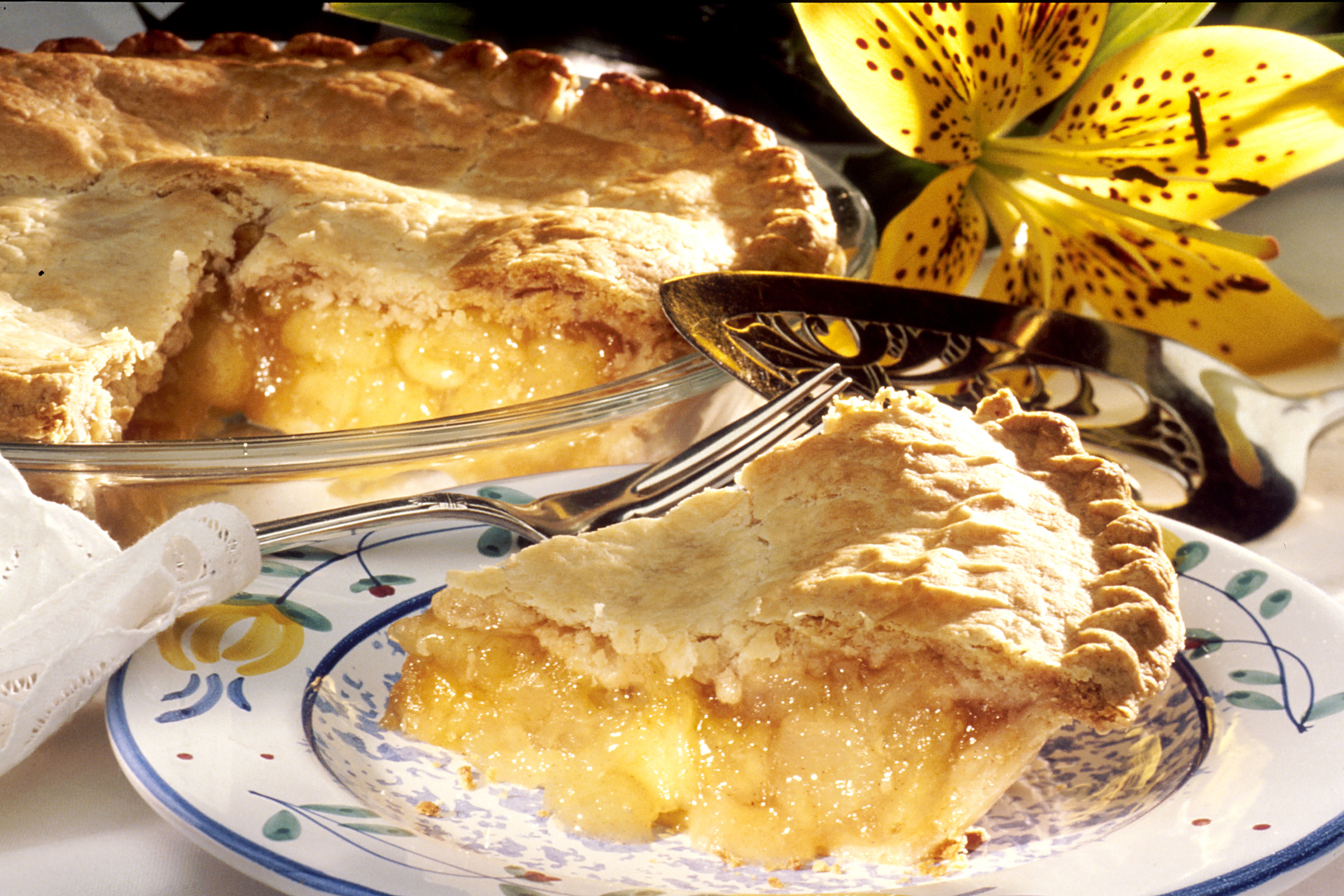
美式蘋果派

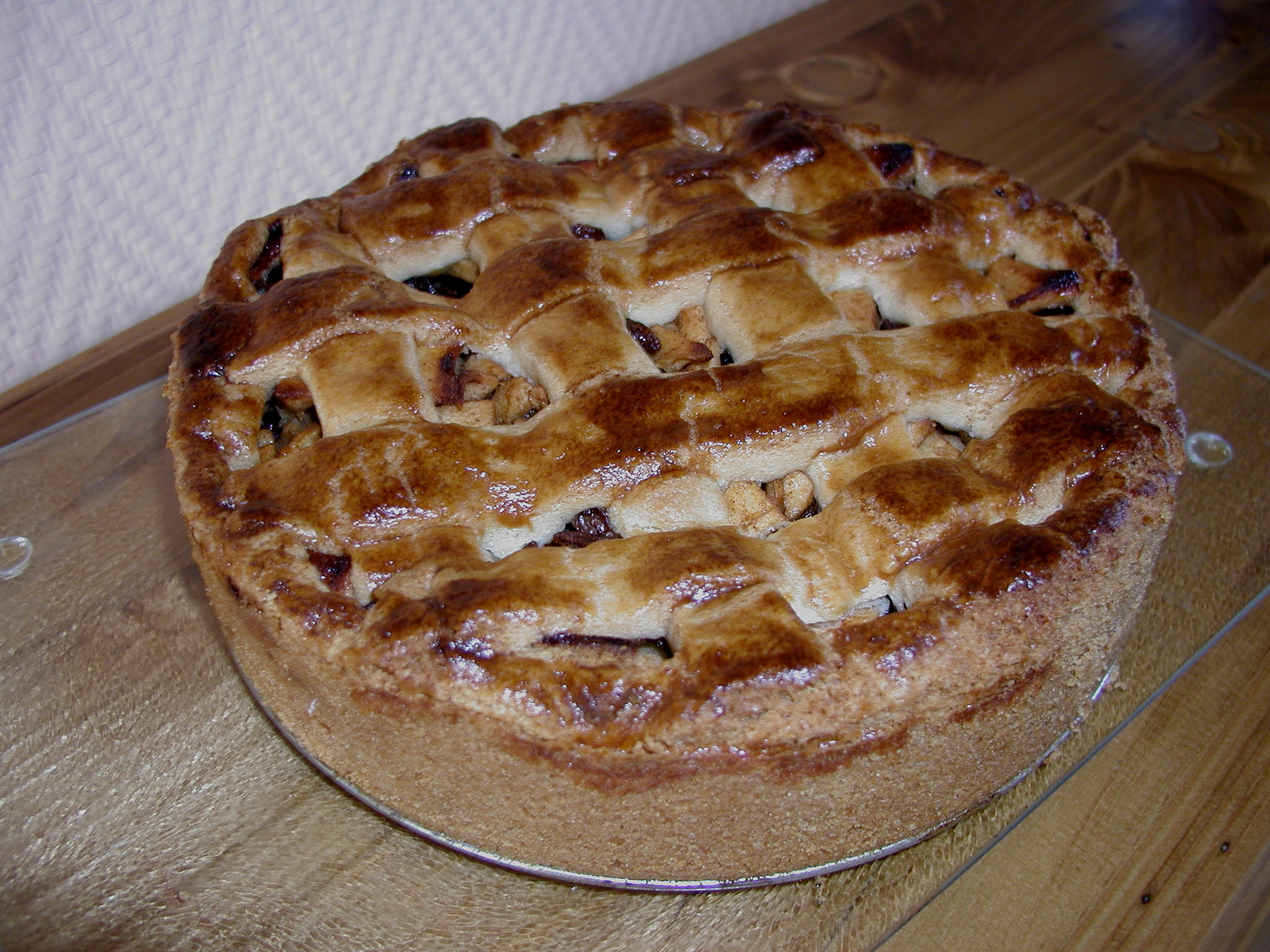
歐式苹果派

蘋果派（英語：apple pie），或稱蘋果餡餅，是一種西式水果餡餅，屬於甜點分類，餡料主要材料是蘋果；蘋果派起源於歐洲，但是現在卻是美國文化最具代表性的甜點之一。在西方，許多的場合都用上蘋果派。表面覆蓋了餡餅皮，內裏是切碎的蘋果。製作蘋果派時人們多是加上糖、葡萄乾、肉桂和肉豆蔻等調味品，或是其他的水果和芝士。

## 配料与做法
人們一般會用新鮮蘋果、罐頭蘋果、乾蘋果製作蘋果派。不過，不同的配料在口感上會有點差異。而蘋果派亦有各種保存方法，以罐頭蘋果、乾蘋果製成的蘋果派，其保存時間相對更長。

## 種類

### 英式苹果派

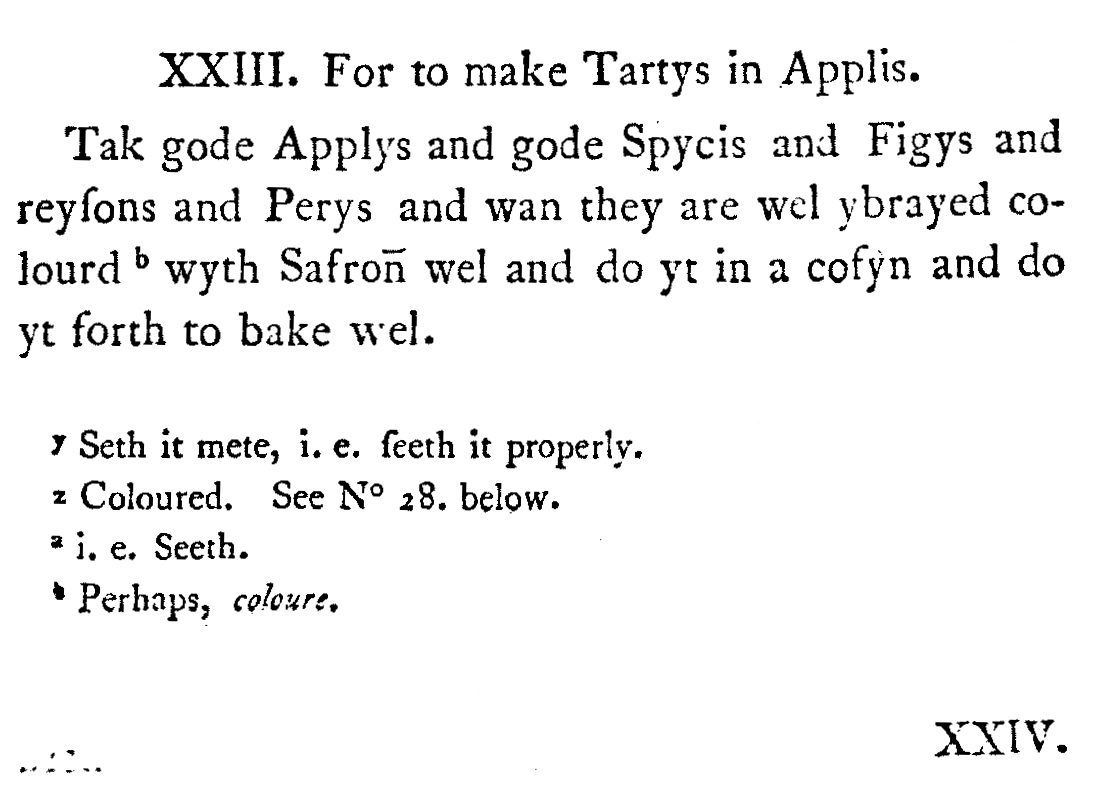
用苹果做蛋挞（For to Make Tartys in Applis），一份14世纪的英国菜谱，印刷于18世纪

英式苹果派的食谱可以追溯到乔叟时代。一份1381年的英国食谱列出了製作苹果派的材料：上好的苹果、香料、无花果、葡萄干和梨。將蘋果派放入一种叫cofyn的蛋糕模，并用番红花上色。对比普遍要求加糖的现代食谱，古代的苹果派食谱并没有加糖，这可能是因为在14世纪的英国，从东方进口的蔗糖价格非常高，所以在那时并没有广泛地流行加糖，同时古代食谱中用的梨可能提供了一些甜味。英语国家中，苹果派是一种流行的甜点，可以趁热吃也可以放凉再吃，还能搭配冰淇淋、奶油或奶黃享用。

### 荷式苹果派

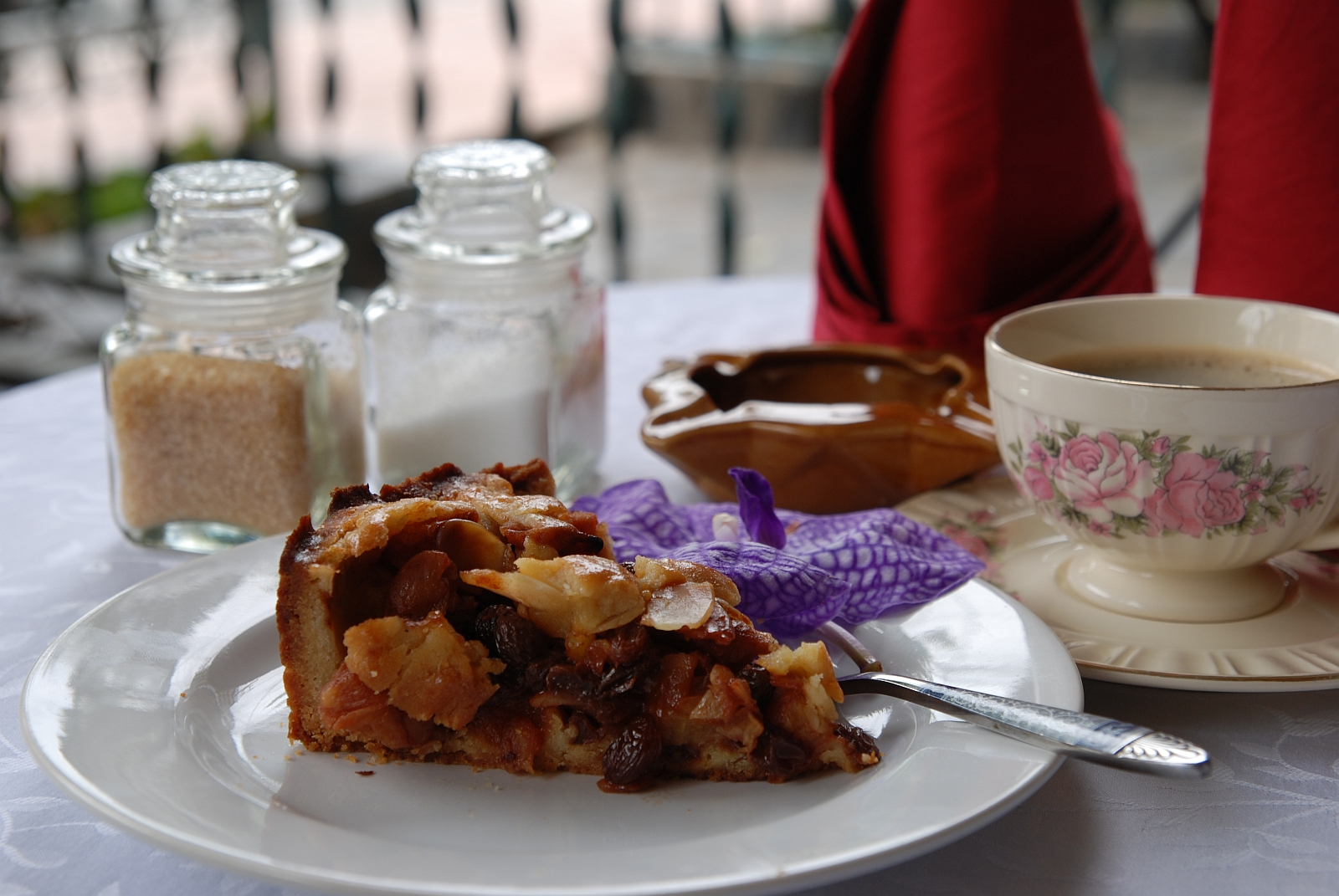
荷式苹果派

荷式苹果派（荷兰语：appeltaart或appelgebak）的食谱可以追溯到几个世纪以前，一幅1626年荷兰黄金时代的画中就有荷式苹果派。荷式苹果派常用桂皮或柠檬汁调味，并在顶部装饰有格子状的馅饼皮。荷式苹果派的下底和侧面是硬的馅饼皮，内部则填充着切为条状或块状的苹果。常用的苹果品种有Goudreinet或Elstar，它们嘗起來酸酸脆脆的。將蘋果等原料放入已塑形的餡餅皮中，並在顶部覆上搭建为格子状的馅饼皮后，经过烘焙即可食用。在荷兰，人们通常在苹果派冷却后吃，有时还加上一些奶油。

### 瑞典式苹果派
瑞典式苹果派的特点是没有硬的馅饼皮。将切碎的苹果放入派盘中，上面倒上调了味的面糊，即可置于预热的烤箱中烘焙，制作过程较为简单。

### 法式苹果派

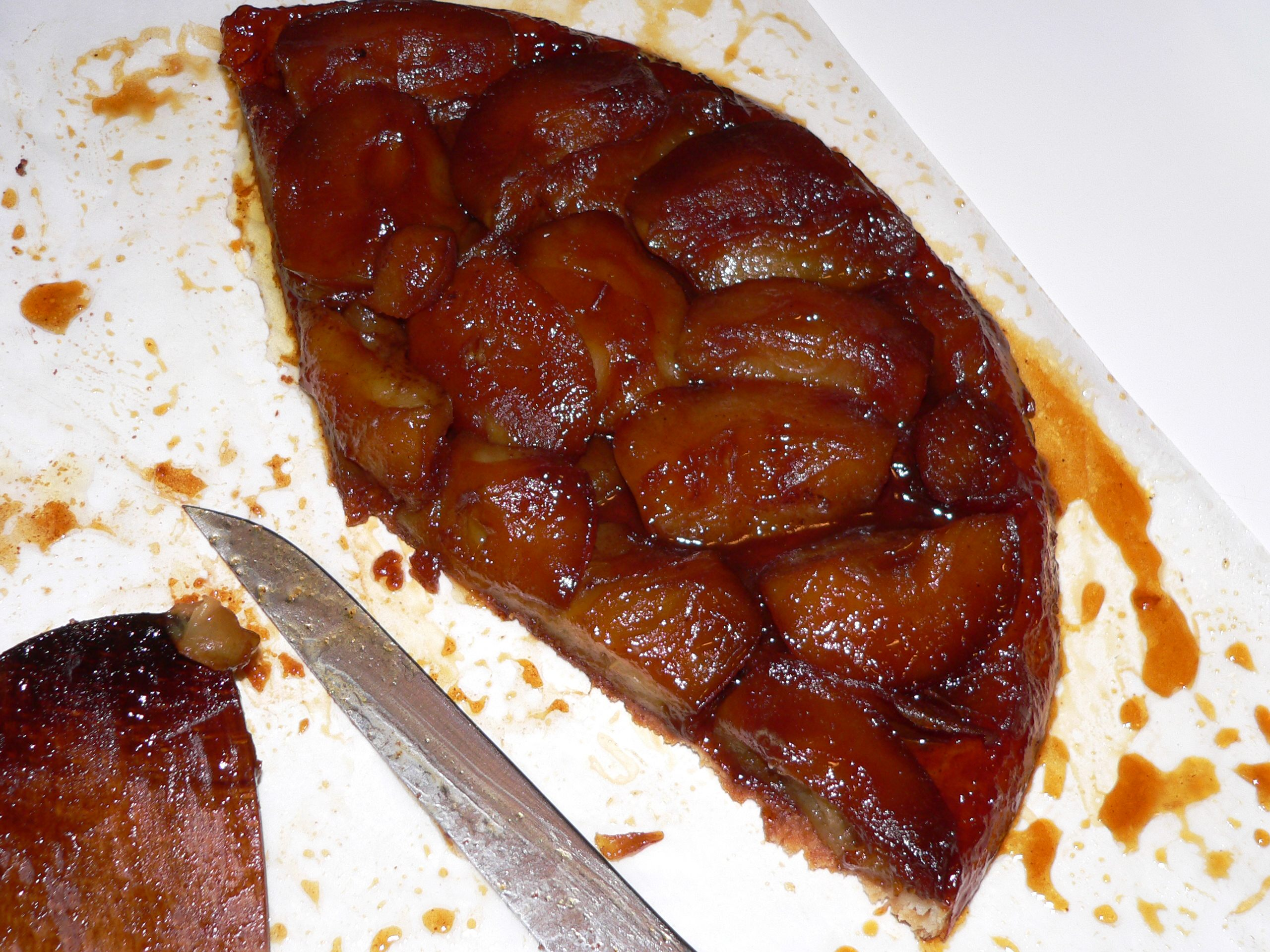
姐妹蛋挞或翻轉蘋果塔，一种法式苹果派

姐妹蛋挞或翻轉蘋果塔是一种法式苹果派，于1898年由一对法国姐妹斯蒂芳妮·塔坦和卡罗琳·塔坦发明。其特点是将苹果置于焦糖和面糊之间，烤好后上下翻转，是一种颠倒蛋糕。

### 美国文化中的苹果派

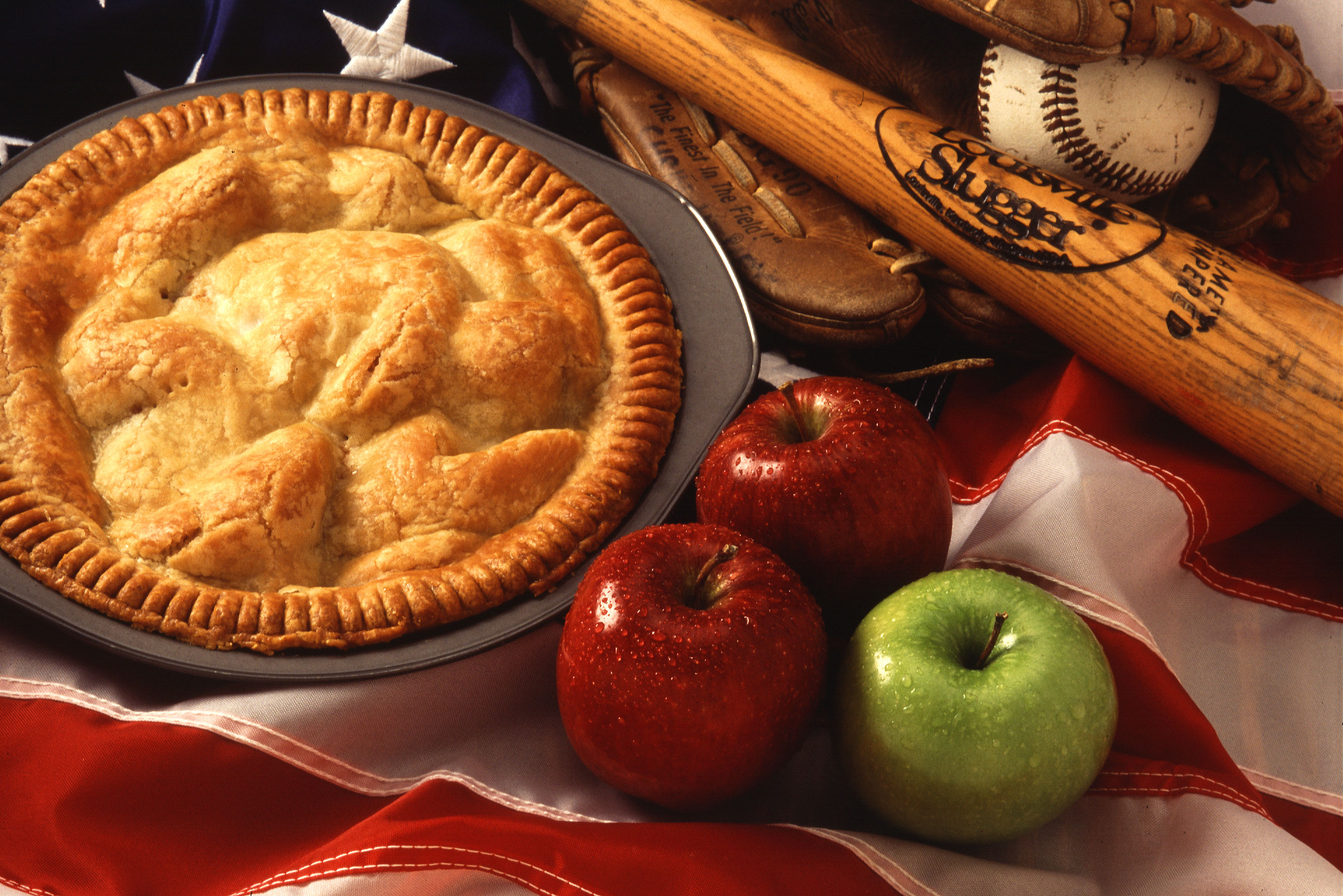
苹果派是美国文化的标志之一

和歐洲國家不同，美式蘋果派是美國“文化現象級”食品，在美國歷史的每一階段都有不同含義；在美國獨立戰爭時期代表美國的天然和未開發、在南北戰爭時期代表北方的物質經濟發達、在二戰時期代表美國遠離戰爭的和平、在冷戰中代表自由民主、在現代則代表美國強大的影視娛樂產業。
在美國蘋果派的歷史中，可以追溯到從英國來的清教徒，他們種植、栽培蘋果種子，用收穫的蘋果製作成蘋果派。蘋果派是美國的代表性甜食，甚至由此衍伸出一句慣用語：（“如蘋果派一樣美國化”。）
在感恩節中，經常可見一整隻的烤火雞和蘋果派。苹果派在18世纪时是美国的常见食物。当时一位在特拉华的瑞典学者Israel Acrelius在信中写到：“苹果派一年到头都有，当没有新鲜苹果的时候，人们就用干苹果制作苹果派。它是孩子们的晚餐。”
19世紀，美國西部的拓荒者們因沒有新鮮蘋果製作蘋果派，於是用饼干代替，這個被稱作為（“模擬蘋果派”），這種派製作方法在1930年代被傳播開來。據說這個點心，雖然不如真正的蘋果派，但是與它的味道驚人地相似。不過如今製作方法已經失傳。而現在蘋果派什麼吃法都有，甚至還會加上冰淇淋。
19世纪以来，苹果派逐渐成为美国文化的一个标志。1902年有美国报纸宣扬“吃苹果派的人是不可战胜的”。在二战中当有记者问美国士兵为何而战时，据说有回答是“为了母亲和苹果派”。1970年代一则利用美国爱国主义的商业广告词是“棒球、热狗、苹果派和雪佛兰汽车”。美国新墨西哥州的派鎮是用苹果派命名的。

## 流行文化
My Apple Pie，由香港流行音樂歌手呂爵安主唱，Anson Chan作曲，黃偉文填詞。